# Toray Pan Pacific Open 2009
Toray Pan Pacific Open 2009 — теннисный турнир категории premier, проводимый WTA, в столице Японии Токио на открытых кортах с хардовым покрытием с 27 сентября по 2 октября. В 2009 году Toray Pan Pacific Open проводится в 26-й раз.
Победители турнира 2008 года:
- в одиночном разряде —  Динара Сафина.
- в парном разряде —  Ваня Кинг и  Надежда Петрова.

## Соревнования

### Одиночный разряд
Мария Шарапова обыграла  Елену Янкович на отказе соперницы, при счёте 5-2 в свою пользу.

### Парный разряд
Алиса Клейбанова /  Франческа Скьявоне переиграли  Даниэлу Гантухову и  Ай Сугияму со счётом 6-4 6-2.
- После этого турнира Ай Сугияма завершила профессиональную теннисную карьеру.